# 오리아
오리아(이탈리아어: Orria)는 이탈리아 캄파니아주 살레르노도에 있는 코무네이다.

## 같이 보기
- 칠렌토